# 蘿崗駅
蘿崗駅（らこうえき）は、中華人民共和国広東省広州市黄埔区に位置する広州地下鉄6号線と7号線の駅である。

## 歴史
- 2016年12月28日: 6号線の駅として開業[1]。
- 2023年12月28日：7号線の開業により、乗り換え駅となる[2]。

## 駅構造
両線とも島式ホーム1面2線を有する地下駅。6号線ホームは匯星路りの、7号線ホームは香雪三路りの地下にある。

### のりば
| 番線                   | 路線    | 行先                   |
| ---------------------- | ------- | ---------------------- |
| 6号線ホーム（地下2階） |         |                        |
| 1                      | ■ 6号線 | 香雪方面               |
| 2                      | ■ 6号線 | 潯峰崗方面             |
| 7号線ホーム（地下3階） |         |                        |
| 3                      | ■ 7号線 | 燕山方面               |
| 4                      | ■ 7号線 | 広州南駅・美的大道方面 |

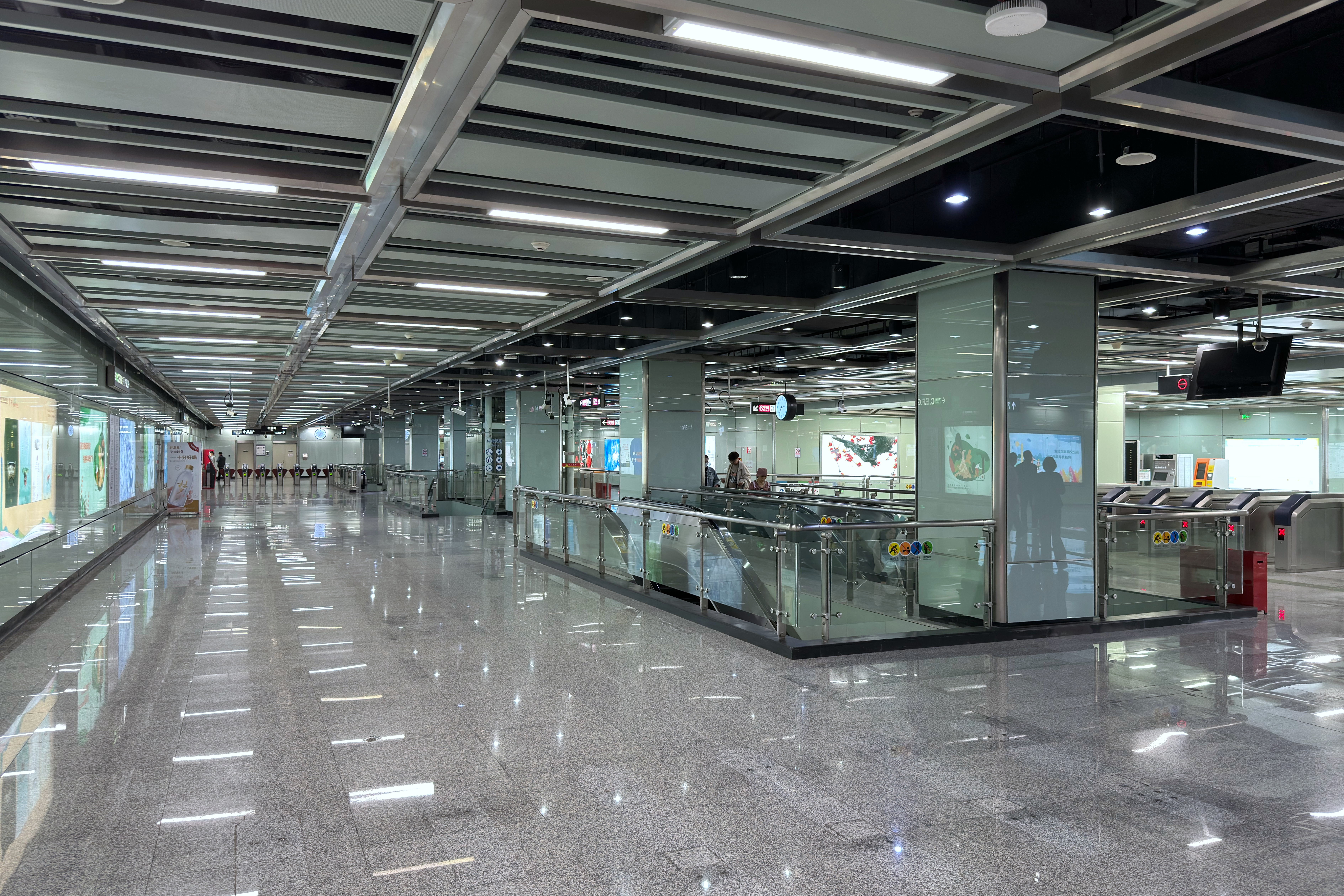
6号線コンコース
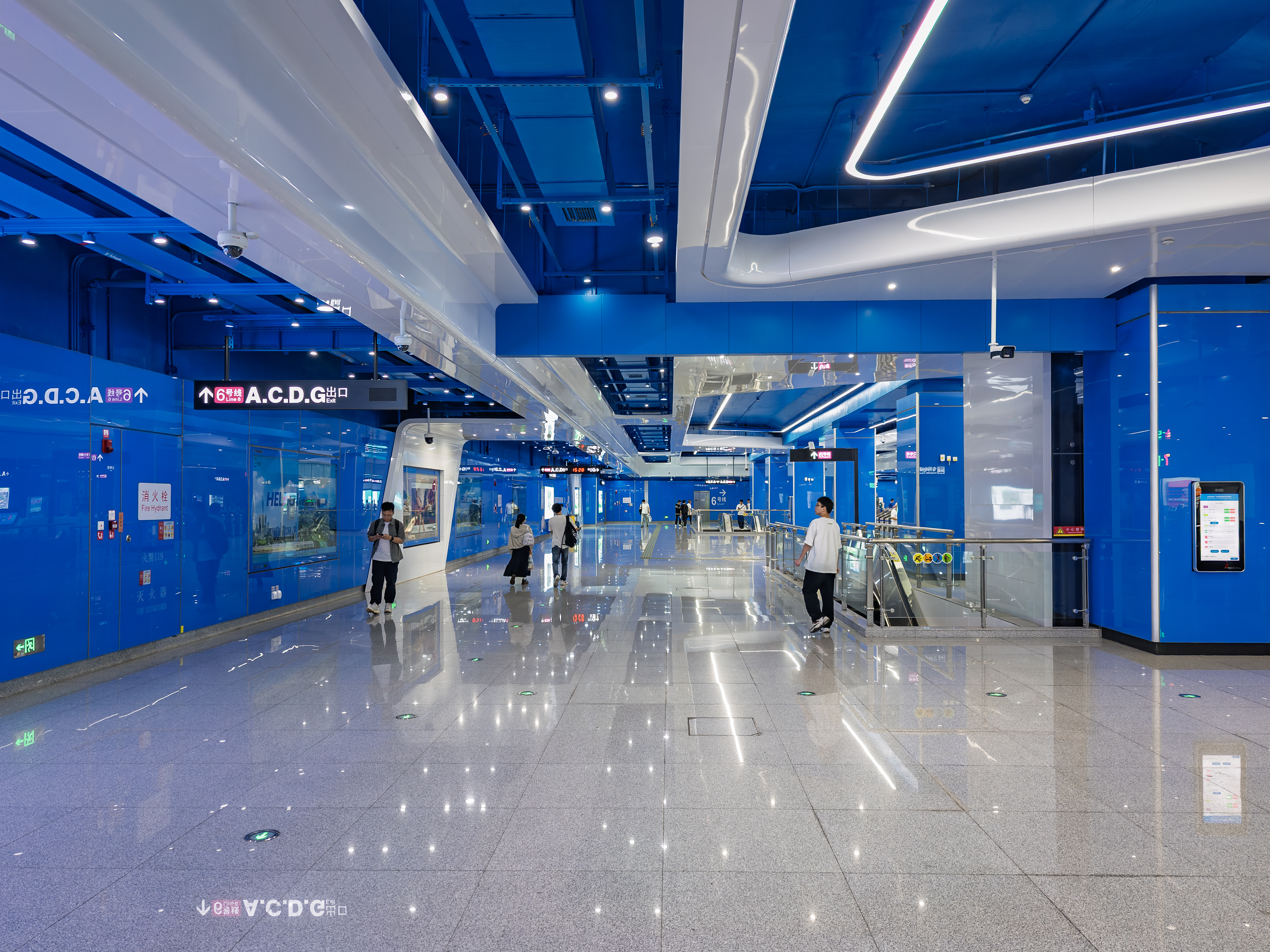
7号線コンコース
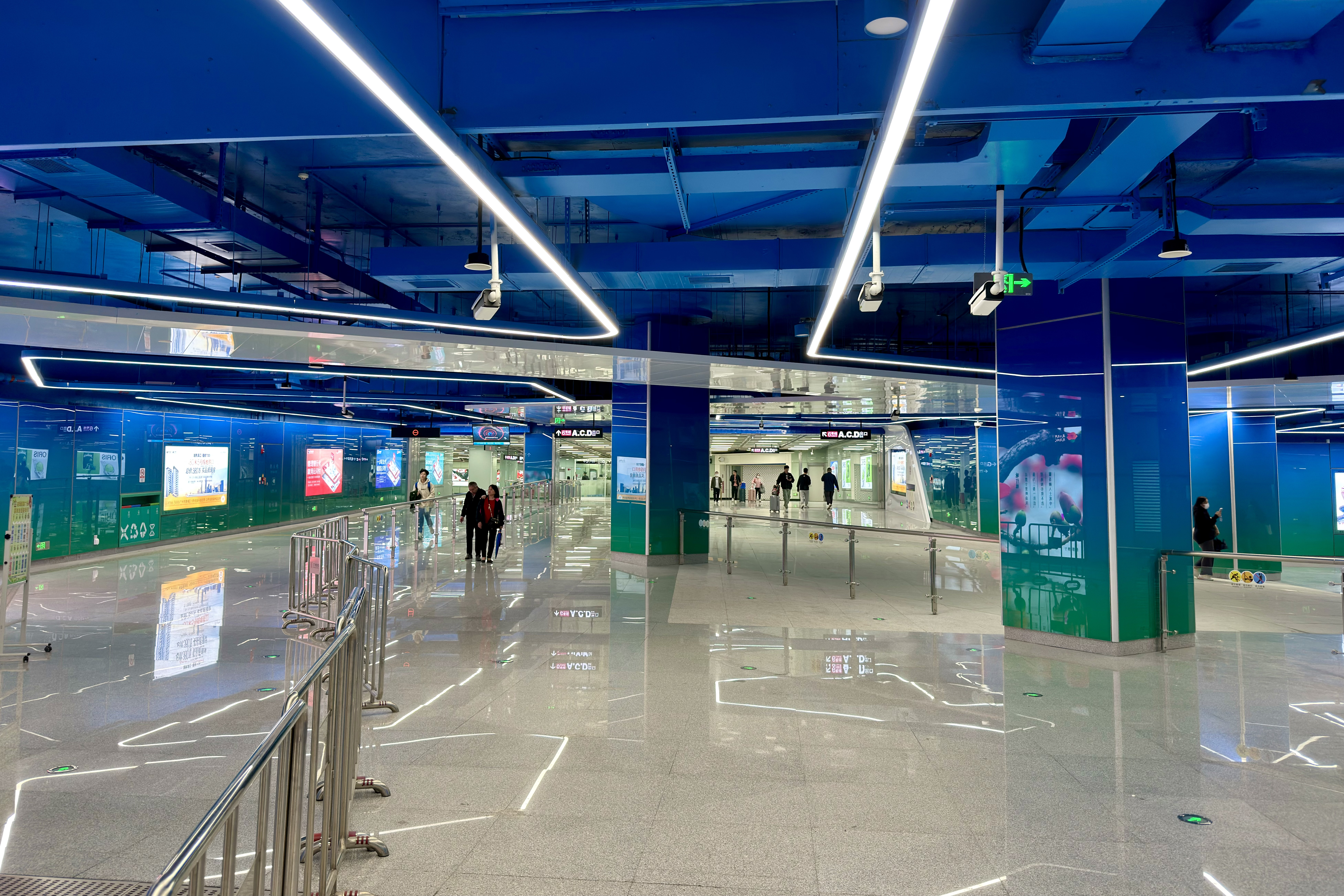
乗換通路
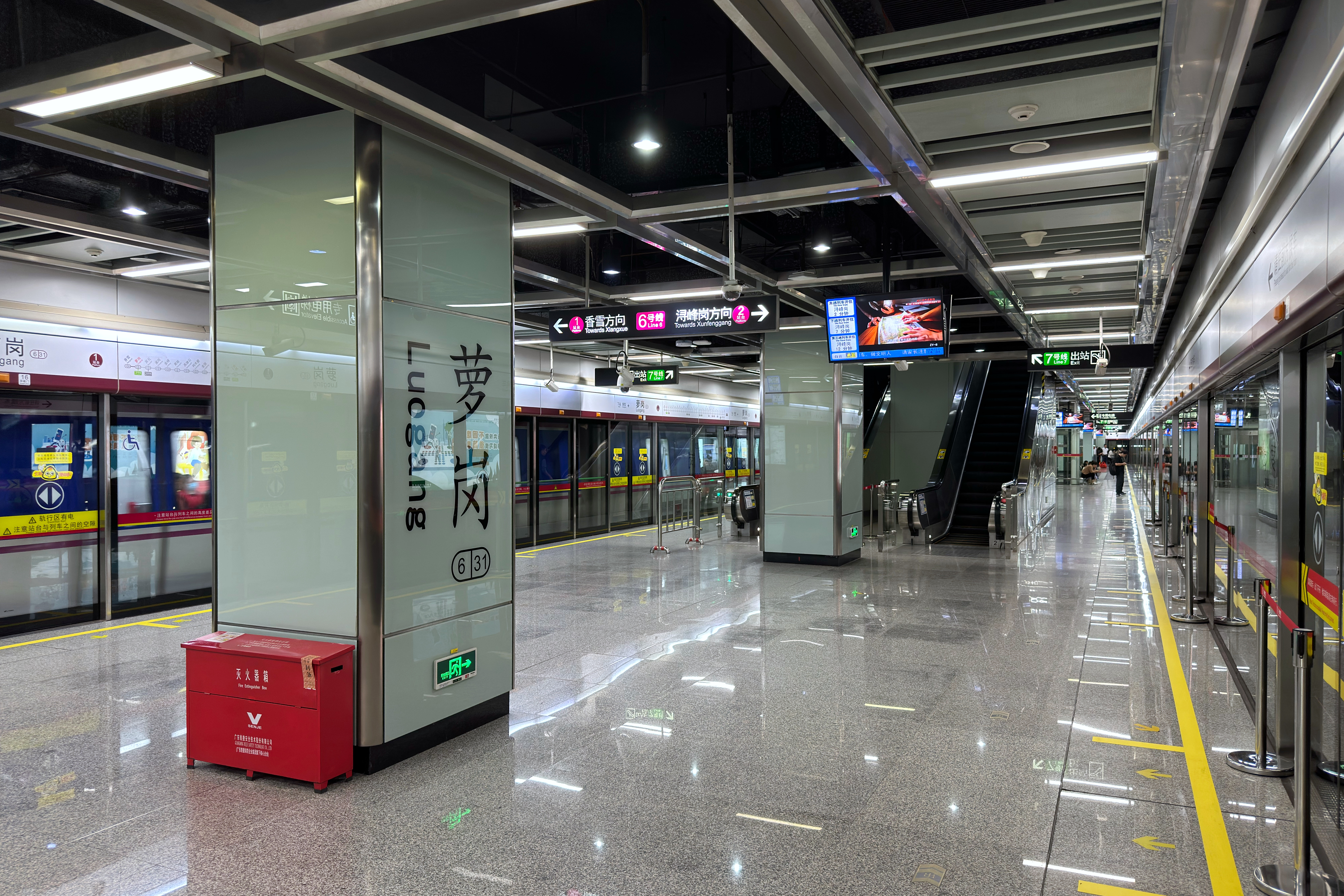
6号線ホーム
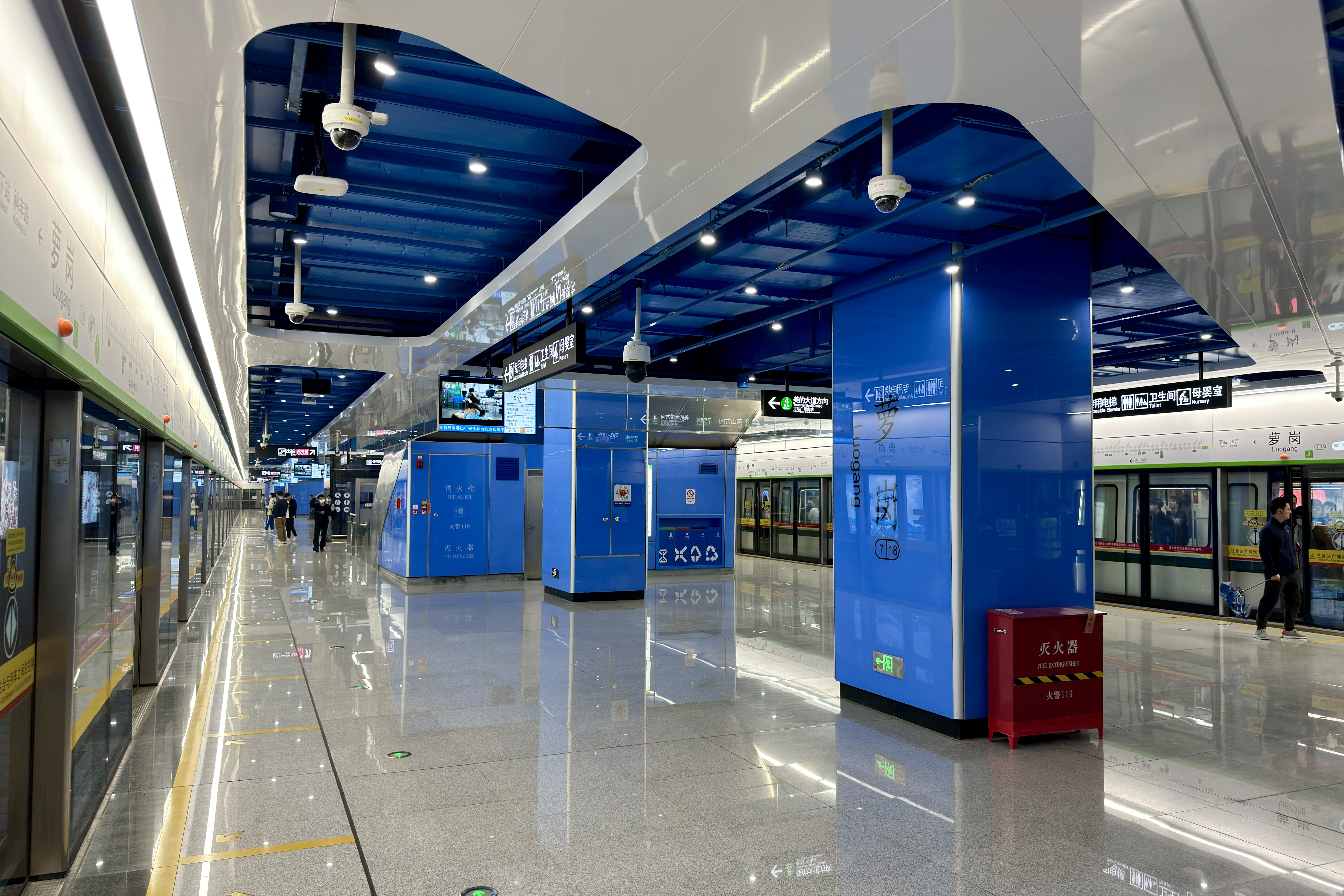
7号線ホーム

## 隣の駅
広州地下鉄
■ 6号線
蘇元駅 630 - 蘿崗駅 631 - 香雪駅 632
■ 7号線
科豊路駅 717 - 蘿崗駅 718 - 水西駅 719